# Amphiophiura paraconcava
Amphiophiura paraconcava is een slangster uit de familie Ophiuridae.
De wetenschappelijke naam van de soort werd in 1981 gepubliceerd door N.M. Litvinova.